# Moss Point
La ville américaine de Moss Point est située dans le comté de Jackson, dans l’État du Mississippi. Lors du recensement de 2000, sa population s’élevait à 17 653 habitants.

## Géographie
Moss Point est situé à 30° 24′ 40″ N, 88° 31′ 31″ O.
Selon le Bureau du recensement des États-Unis, la ville a une surface totale de 26,8 milles carrés (69 km2), dont 25,0 milles carrés (65 km2) de terre et 1,8 milles carrés (4,7 km2) d'eau soit (6,61%).

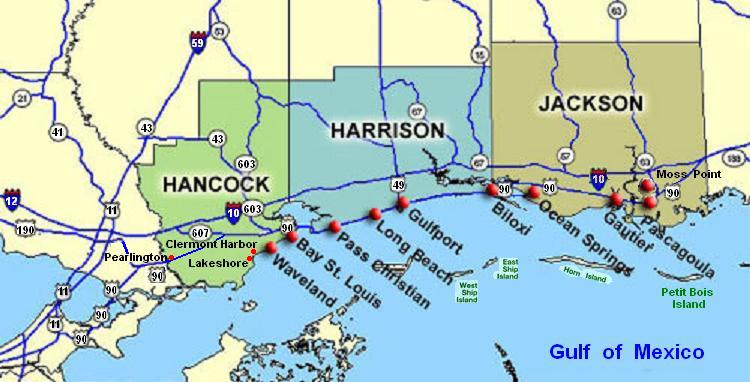
Moss Point, Mississippi dans le Comté de Jackson au dessus de Pascagoula sur la Route 63, dans le Golfe du Mexique

## OuraganKatrina
Moss Point a été frappée par l’ouragan Katrina en 2005. La ville de Burlington, dans le Vermont, lui est venue en aide.

## Jumelage
À cause de l'ouragan Katrina, Burlington (Vermont) est jumelé à Moss Point et a fourni la première aide.

## Personnalités liées à Moss Point
- Devin Booker, joueur de basketball à la NBA, a étudié à Moss Point
- John F. Brock, né en 1948 à Moss Point, directeur général de Coca-Cola Enterprises (diplômé de Moss Point High School en 1967)[3]
- Verlon Biggs, né en 1943 à Moss Point, joueur de football américain
- Ray Costict (en), né en 1955 à Moss Point, joueur de football américain
- Ken Farragut (en), a vécu à Moss Point, joueur de football américain
- Don Hultz (en), né en 1940 à Moss Point, joueur de football américain
- Robert Khayat (en), né en 1938 à Moss Point, joueur de football américain
- George Wonsley (en), né en 1960 à Moss Point, joueur de football américain
- Damarius Bilbos (en), né en 1982 à Moss Point, joueur de football américain
- Tony Sipp, joueur de baseball, a étudié à Moss Point
- Nathan Wonsley (en), né en 1963 à Moss Point, joueur de football américain